# Bonaberiana picta
Bonaberiana picta är en fjärilsart som beskrevs av George Francis Hampson 1926. Bonaberiana picta ingår i släktet Bonaberiana och familjen nattflyn. Inga underarter finns listade i Catalogue of Life.